# کوت راجپوت
کوت راجپوت (به انگلیسی: Kot Rajput) یک منطقهٔ مسکونی در پاکستان است که در پنجاب واقع شده‌است. کوت راجپوت ۱۷۳ متر بالاتر از سطح دریا واقع شده‌است.